# Hombruch (okręg administracyjny)
Hombruch, Dortmund-Hombruch – okręg administracyjny (Stadtbezirk) w Dortmundzie, w kraju związkowym Nadrenia Północna-Westfalia. Liczy 56 242 mieszkańców (31 grudnia 2012) i ma powierzchnię 34,98 km².

## Dzielnice
Okręg składa się z dziewięciu dzielnic (Stadtteil):
1. Barop
2. Bittermark
3. Brünninghausen
4. Eichlinghofen
5. Hombruch
6. Kirchhörde-Löttringhausen
7. Menglinghausen
8. Persebeck-Kruckel-Schnee
9. Rombergpark-Lücklemberg